# Mussurana bicolor
Mussurana bicolor là một loài rắn trong họ Rắn nước. Loài này được Peracca mô tả khoa học đầu tiên năm 1904.